# 눔 디아와라
눔 디아와라(Noom Diawara, 1978년 12월 26일 ~ )는 프랑스의 배우이다.